# 路粹
路粹（2世紀—214年），字文蔚，陈留人，东汉人物。初平年间跟随皇帝到三辅地区。建安初年，升任尚书郎，后来担任军谋祭酒，掌管记室。建安十三年，孔融有过，曹操使粹為奏，奉命歷數融罪。孔融被滅族之后，没有人不畏惧路粹的笔。建安十九年，转任秘书令，跟从大军到汉中，因违反禁令而伏法。
曹丕向来和路粹友好，听说他死了，为他惋惜。等到曹丕即位，特意任用路粹的儿子为长史。